# 普林茨赫夫特
普林茨赫夫特是德国下萨克森州的一个市镇。总面积41.98平方公里，总人口763人，其中男性386人，女性377人（2011年12月31日），人口密度18人/平方公里。